# Задорожній Анатолій Маркович
Анатолій Маркович Задорожній (нар. 1937, Рутченкове, Сталінська область) — педагог, краєзнавець.

## З біографії
Народився у 1937 році в селищі Рутченкове, Сталінської області на Донеччині.
Закінчив Донецький технікум фізкультури, Миколаївський педагогічний інститут (1980). Працював в Октябрській СШ, Новомайорській ВШ Велико-Новосілківського р-ну Донецької області (з 1979 р. — директор школи). Керував краєзнавчим клубом «Подвиг», створив при школі музей. Займався дослідженням свого родоводу.

## Творчий доробок
Автор чималої кількості газетних статей, книг, зокрема: 
- «Земля наших отцов» (2 ч.);
- «Звоны памяти» (Історія села, радгоспу «Керменчик»).